# Cotinine
Cotinine is een alkaloïde die gevonden is in tabak. Het is een metaboliet van nicotine dat omgezet wordt door CYP2A6 en door de nieren uitgescheiden wordt. Cotinine heeft een halveringstijd van 24 uur (Nicotine heeft een halveringstijd van ongeveer 60 minuten). Hierdoor is cotinine na 2 dagen nog makkelijk in de urine aantoonbaar. Deze stof wordt dan ook als indicator gebruikt voor de blootstelling aan tabaksrook: de invloed van passief roken op de gezondheid wordt ermee gemeten.